# Пи³ Ориона
Пи3 Ориона (π3 Ориона, pi3 Orionis, π3 Orionis, сокращ.  pi3 Ori, π3 Ori) — звезда в северном созвездии Ориона. Звезда имеет видимую звёздную величину 3.16m, и, согласно шкале Бортля, видна невооруженным глазом даже на внутригородском небе (англ. Inner-city sky).
Из измерений параллакса, полученных во время миссии Hipparcos, известно, что звезда удалена примерно на 26,32 световых лет (8,07 пк). Звезда наблюдается севернее 84° ю. ш., то есть практически на всей территории обитаемой Земли, за исключением приполярных областей Антарктиды. Лучшее время наблюдения — декабрь.

## Имя звезды
π3 Orionis — (латинизированный вариант лат.  pi3 Orionis) является обозначением Байера. У звезды также имеется обозначение данное Флемстидом — 1 Orionis.
Звезда имеет традиционное имя Табит (англ. Tabit). В 2016 году Международный астрономический союз организовал Рабочую группу при МАС по звездным именам (WGSN) для каталогизации и стандартизации имен собственных звёзд. WGSN утвердила название «Tabit», в своём бюллетене от 5 сентября 2017 года, и теперь оно включено в Список утвержденных МАС звёздных имен.
Табит — арабское слово (араб. ﺛﺎﺑﺖ‎), вероятно, означающее «Терпеливый» (англ. Endurer). Звезда Пи3 Ориона, блестяще иллюстрирует путаницу, часто окружающую названия звёзд. Более ранний список состоящий из  π1, π2, π3 и π4 Ориона (то есть пронумерованный традиционным способом, с запада на восток) был позднее и странным образом изменен на текущий: π3 Ориона, π2, π4, π1 Ориона, то есть с севера на юг, поэтому когда-то π3 Ориона была π1 Ориона. Более того, имя «Сабит» (с тем же значением «Терпеливый»), которое, скорее всего, применялось к Ипсилон Ориона (к юго-востоку и ниже Пояса Ориона), в более поздние времена каким-то образом изменилось на «Табит», а затем вновь было применено к текущему π3 Ориона.
В китайской астрономии, звезда относится к созвездию 參旗 (Sān Qí) « Сеть» и входит в астеризм, 參旗六 (Zhāng Xiù yī) что означает «Знамя Трех Звезд» (англ.  Banner of Three Stars), состоящему из ο1 Ориона, ο2 Ориона, 6 Ориона, π1 Ориона, π2 Ориона, π3 Ориона, π4 Ориона, π5 Ориона, π6 Ориона. Следовательно, сама π3 Ориона, известна как —參旗六 (Zhāng Xiù yī) — «Шестая Звезда Знамени Трех Звезд» (англ. the Sixth Star of Banner of Three Stars ).

## Свойства звезды
Спектральный класс π3 Ориона — F6V, что означает, что она несколько больше (1,32 {\displaystyle R_{\bigodot }}) и ярче Солнца (2,82 {\displaystyle L_{\bigodot }}), также это указывает на то, что водород в ядре звезды служит ядерным топливом, то есть звезда находится на главной последовательности. С 1943 года спектр этой звезды служит одной из устойчивых опорных точек, по которым классифицируются другие звезды. π3 Ориона находится на минимальном расстоянии, при котором ещё не требуется коррекция на инфракрасное или ультрафиолетовое излучение. Звезда излучает энергию со своей внешней атмосферы при эффективной температуре около 6 516 К, что придаёт ей желто-белый оттенок звезды F-типа.
Для того чтобы планеты, аналогичная нашей Земле, получала примерно столько же энергии, сколько она получает от Солнца, её надо было бы поместить на расстоянии 1,72 а.е. (фактически за орбитой Марса). Причём с такого расстояния π3 Ориона выглядела бы на 30 % меньше нашего Солнца, каким мы его видим с Земли — 0,33° (угловой диаметр нашего Солнца — 0,5°), однако, ни одной планеты у звезды пока не обнаружено. Хотя в радиальной скорости звезды наблюдалась периодичность 73,26 дня, она, вероятно, больше связана со звездной активностью, чем с планетарным объектом на близкой орбите. Вокруг π3 Ориона не было обнаружено и субзвездного спутника, а команда обсерватории Мак-Доналд установила пределы присутствия одной или нескольких планет с массами от 0,84 до 46,7 масс Юпитера на средними расстояниями от 0,05 до 5,2 а.е.. Таким образом, возможно, что планеты могут вращаться по орбите в зоне обитаемости без каких-либо осложнений, вызванных гравитационно-возмущающим телом. π3 Ориона была выбрана одной из 10 главных целевых звезд для поиска двойника Земли.
Звезда имеет поверхностную гравитацию 4,4 СГС или 251,1 м/с2, то есть чуть меньше солнечной (274,0 м/с2). Звезды, имеющие планеты, имеют тенденцию иметь большую металличность по сравнению с Солнцем, и π3 Ориона имеет чуть большую металличность: содержание железа в ней относительно водорода составляет 109 % от солнечного. Вращаясь с экваториальной скоростью 17 км/с (то есть со скоростью практически в 8,5 раз больше солнечной), этой звезде требуется порядка 3,8 дня, чтобы совершить полный оборот, что, видимо, вызывает значительную магнитную активность. π3 Ориона имеет возраст 1,4 млрд. лет, что весьма немного по сравнению со сроком жизни карликов с водородным синтезом, которая оценивается в 4,9 млрд. лет.
Рентгеновское излучение указывает на то, что у звезды существует горячая корона, типичная для звёзд солнечного типа. Хорошо изученное движение звезды показывает, что звезда приближалась к Солнцу 210 000 лет назад на расстояние 15 световых лет, когда она была в два раза ярче. π3 Ориона может быть переменной звездой типа Дельты Щита, поскольку её яркость изменяется примерно на 5 %, то есть колеблется между величинами +3.15m и +3.21m, но всё-таки данный тип переменности ещё не подтверждён.
π3 Ориона идентифицирована как источник инфракрасного излучения, что подразумевает наличие остаточного диска на орбите вокруг звезды.

## Двойственность звезды
Двойственность π3 Ориона была открыта В. Я. Струве в 1852 году. Согласно Вашингтонскому каталогу визуально-двойных звёзд, параметры этих компонентов приведены в таблице:
| Компонент | Год  | Количество измерений | Позиционный угол | Угловое расстояние | Видимая звёздная величина 1 компонента | Видимая звёздная величина 2 компонента |
| B         | 1852 | 6                    | 128°             | 112.5              | 3.19m                                  | 8.8m                                   |
| B         | 1923 | 6                    | 142°             | 89.9               | 3.19m                                  | 8.8m                                   |

Однако, у звезды, похоже, нет спутников. Когда-то считалось, что у неё есть один тусклый звездный компаньон на расстоянии 112.5 секунд дуги, однако, измерения его движения показывают, что он движется очень быстро, и, скорее всего, визуальный спутник не имеет гравитационной связи с π3 Ориона, то есть звёзды просто находится на линии прямой видимости.
Само движение π3 Ориона, тем не менее, показывает, что звезда является посетителем из другой части Галактики, так как звезда движется с большой скоростью — 24 км/с относительно Солнца, что почти в два раза больше, чем у местных звёзд Галактического диска.

## Ближайшее окружение звезды
Следующие звёздные системы находятся на расстоянии в пределах 20 световых лет от системы Пи3 Ориона (включены только: самая близкая звезда, самые яркие (<6,5m) и примечательные звёзды). Их спектральные классы приведены на фоне цвета этих классов (эти цвета взяты из названий спектральных типов и не соответствуют наблюдаемым цветам звёзд):
| Звезда           | Спектральный класс | Расстояние, св. лет |
| LP 476-207       | M3 V               | 3.58                |
| Хи1 Ориона       | M3.5 V             | 10.81               |
| Каппа1 Кита      | G5e V              | 11.66               |
| Дельта Эридана   | K0e IV             | 17.90               |
| Росс 614         | M4.5e V            | 15.38               |
| Гамма Зайца      | F6 V               | 15.70               |
| Звезда Тигардена | M6.5 V             | 16.67               |
| Эпсилон Эридана  | K2 V               | 17.27               |
| YZ Малого Пса    | M4e V              | 18.07               |
| Звезда Лейтена   | M3.5n V            | 18.33               |
| Процион          | F5 IV-V            | 19.30               |
| Сириус           | A1 V               | 20.00               |